# دره‌باش‌آلان (سولواووا)
دره‌باش‌آلان (به ترکی استانبولی: Derebaşalan) یک منطقهٔ مسکونی در ترکیه است که در سولواووا واقع شده‌است.